# Aura im Sinngrund
Aura im Sinngrund település Németországban, azon belül Bajorországban. Lakosainak száma 947 fő (2023. december 31.). Aura im Sinngrund Burgjoß, Burgsinn és Wartmannsroth községekkel határos.

## Népesség
A település népessége az elmúlt években az alábbi módon változott:
| Lakosok száma | 631  | 1022 | 1134 | 1025 | 1001 | 986  | 983  | 962  | 945  | 947  |
|               | 1875 | 1950 | 1970 | 2011 | 2013 | 2014 | 2016 | 2019 | 2021 | 2023 |